# Nicolas Plestan
Nicolas Plestan (* 2. Juni 1981 in Nizza) ist ein ehemaliger französischer Fußballspieler, der in der Saison 2010/11 für den FC Schalke 04 in der deutschen Bundesliga gespielt hat. Seine bevorzugte Position ist die Innenverteidigung.

## Karriere
Plestan spielte als Jugendlicher bei der AS Monaco, bei der er in der Saison 2000/01 in der Amateurmeisterschaft zum Einsatz kam. In der Saison 2001/02 verbrachte er als Leihgabe ein halbes Jahr bei AC Ajaccio auf Korsika. Bei seinem ersten Einsatz im Ligapokal verletzte er sich und absolvierte kein weiteres Spiel für den Zweitligisten. Er kehrte zunächst nach Monaco zurück und wechselte 2003 zum OSC Lille. 
Hier gab er am 20. September 2003 seinen Einstand in der Ligue 1, der LOSC verlor in Plestans Heimatstadt beim OGC Nizza mit 0:2. Plestan absolvierte bis Saisonende 2009/10 in der ersten Liga 109 Spiele, in denen er drei Treffer erzielte. Der wichtigste davon war das Tor am 30. Mai 2009, dem letzten Spieltag der Saison 2008/09. In der 74. Minute schoss er das Siegtor zum 3:2 gegen AS Nancy, welches Lille den Einzug in die Europa League sicherte. Dem Torschützen wurde jedoch für dieses Spiel eine „nicht einwandfreie Defensivleistung“ attestiert. In der Saison 2009/10 kam er aufgrund von Verletzung – und weil er nicht bereit gewesen war, seinen Vertrag zu verlängern – nur fünfmal zum Einsatz.
Mit Lille war Plestan auch 15-mal international in der UEFA Champions League (davon neunmal in der Saison 2006/07, als der LOSC erst im Achtelfinale durch zwei 0:1-Niederlagen gegen Manchester United ausschied) und im UEFA-Pokal im Einsatz. 
Nach sieben Jahren in der Ligue 1 unterschrieb er im August 2010 beim FC Schalke 04 einen Dreijahresvertrag. Nachdem Plestan für Schalke nur in drei Bundesliga- und einem Champions-League-Spiel zum Einsatz gekommen war, wurde sein Vertrag nach der Saison 2010/11 aufgelöst.

## Privates
Plestan hatte im April 2007 aus dem Auto eine nachgemachte Waffe auf einen anderen Autofahrer gerichtet. Im März 2008 wurde er dafür zu drei Monaten Haft auf Bewährung sowie zur Zahlung einer Geldbuße von 1.000 Euro und 1.800 Euro Schmerzensgeld verurteilt.

## Erfolge
- DFB-Pokalsieger 2011